# Toutes les vies de Kojin
Pour plus de détails, voir Fiche technique et Distribution.
Toutes les vies de Kojin est un documentaire français réalisé par Diako Yazdani et sorti en 2020. 

## Synopsis
Diako Yazdani, réfugié politique en France, retourne dans son Kurdistan irakien natal. Il est accompagné d'un ami homosexuel, Kojin, qu'il présente à sa famille. Leurs réactions montrent la difficulté pour les homosexuels d'être compris et acceptés.

## Fiche technique
- Titre original : Toutes les vies de Kojin
- Réalisation : Diako Yazdani
- Photographie : Diako Yazdani
- Scénario : Diako Yazdani
- Montage : Florence Bresson
- Musique : Wassim Halal
- Son : Diako Yazdani et Manu Vidal
- Producteur : Raphaël Pillosio
- Société de production : L’Atelier documentaire
- Société de distribution : Rouge distribution
- Pays d'origine :  France
- Langue originale : kurde
- Format : couleur
- Genre : Film documentaire
- Durée : 87 minutes
- Dates de sortie : 2020

## Production

### Genèse
Le réalisateur, qui a fait des études de cinéma en Iran auprès d'Abbas Kiarostami, explique ce qui lui a donné l'idée de ce documentaire : 

« Parce que j’ai un ami iranien homo qui a vécu l’enfer. Non seulement il a dû quitter son pays pour des raisons politiques mais il a en plus été rejeté par sa famille. Quand il m’a fait part de sa souffrance, je me suis senti très mal. J’ai longtemps été homophobe et d’une certaine façon, j’étais responsable de son calvaire. A germé alors en moi l’idée de faire un film sur la façon dont est perçue l’homosexualité au Kurdistan irakien qui prétend pourtant être un territoire émancipé. »

## Récompenses et distinctions
- Festival Chéries-Chéris 2019 : Prix du Jury du long métrage documentaire[2]
- Reeling : The Chicago LGBTQ+ International Film Festival - Prix du Jury Best Documentary[3]
- Queer Lisboa : Prix du meilleur documentaire[3]
- Everybody's Perfect : Perfect Award du jury des jeunes[3]
- Fairy Tales Queer Film Festival 2021 : Audience Award / Programmer's Choice Best Documentary[3]

## Réception critique
Pour le magazine LGBT Têtu, « Toutes les vies de Kojin est un objet cinématographique étrange et beau, à la fois angoissant et débordant d’humanisme, et qui porte haut la volonté de son réalisateur de comprendre et de défendre des minorité opprimée au sein d'une communauté kurde elle-même asservie. »
Pour Le Monde, « Il semblerait que le film ne puisse ni ne sache éviter une certaine monotonie dans la dénonciation, ni un certain manichéisme dans le propos. Du moins montre-t-il clairement l’état pour le moins réactionnaire d’une société qui […] ne dispose même pas des mots adéquats pour nommer et plus encore distinguer entre des réalités – l’homosexualité y est subsumée dans la même catégorie que la pédophilie – dont elle voue l’existence aux enfers.
Fort heureusement, quelques échappées salutaires tirent le spectacle hors de cette dialectique pour le moins stérile. »
Pour L'Obs, « Diako Yazdani fait état de son impossible émancipation et éclaire l’obscurantisme d’une société où on pend les gays en place publique et où des parents affirment qu’ils tueraient leur enfant s’il l’était.
Entre indignation et effarement, le constat est sans appel, et le film, tourné à la sauvette, non dépourvu d’humour ».
Pour Libération, « Ne se contentant pas de composer un portrait, le cinéaste accompagne et protège amicalement Kojin, il partage les risques qu’il prend à chaque coming out ou excès de maquillage, il l’aide à s’assumer, à s’épanouir. Le film devient ainsi le lieu, fragile et éphémère, où il peut enfin s’essayer à la liberté. »
Les Inrockuptibles saluent « Un documentaire à la première personne qui détaille de manière poignante le calvaire d’un jeune homosexuel d’aujourd’hui, au Kurdistan irakien. »